# Dariusz Gilman
Dariusz Gilman es un deportista polaco que compitió en esgrima, especialista en la modalidad de sable. Ganó una medalla de bronce en el Campeonato Mundial de Esgrima de 1998, en la prueba por equipos.

## Palmarés internacional
| Campeonato Mundial | Campeonato Mundial        | Campeonato Mundial | Campeonato Mundial |
| Año                | Lugar                     | Medalla            | Prueba             |
| ------------------ | ------------------------- | ------------------ | ------------------ |
| 1998               | La Chaux-de-Fonds (Suiza) | Medalla de bronce  | Sable por equipos  |